# Regeringen Dönitz
Regeringen Dönitz, även kallad Flensburgregeringen efter den stad, Flensburg, vid danska gränsen där den hade sitt säte, var Tredje rikets tredje och sista regering mellan 2 och 23 maj 1945. Föregående regering var Ministären Goebbels.

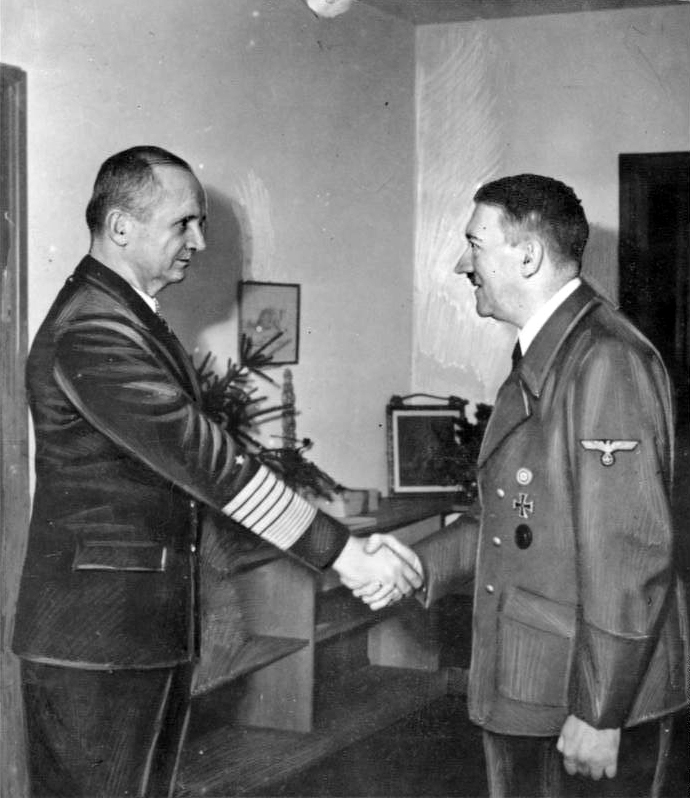
Karl Dönitz och Adolf Hitler 1945.

Adolf Hitler hade dagen före sitt självmord den 30 april 1945 officiellt utsett storamiralen Karl Dönitz till sin efterträdare som statsöverhuvud (Staatsoberhaupt) och rikspresident (Reichspräsident), men inte till Führer. Han utsåg samtidigt propagandaminister Joseph Goebbels till rikskansler som innehade posten till dagen därpå då han valde att följa Hitler i döden. Dönitz tillträdde posten som president 1 maj och utsåg 2 maj greven av Schwerin, Lutz Schwerin von Krosigk, till rikskansler.
Dönitz och von Krosigks regering som enbart existerade under perioden 2 maj–23 maj 1945 försökte under krigets sista dagar mäkla en skälig fred med västmakterna och på egen hand göra upp med SS och de nazistiska krigsförbrytarna för att rädda Tysklands ansikte. Detta var dock i princip lönlöst och den 23 maj 1945 upplöstes Flensburgregeringen och den tyska regeringsmakten övergick i de allierades händer.

### Webbkällor
- Maxwill, Peter (30 april 2012). ”Hitlers Nachfolger: Reichsregierung ohne Reich” (på tyska). Spiegel Online. Arkiverad från originalet den 30 maj 2013. https://www.webcitation.org/6GzzSycM3?url=http://einestages.spiegel.de/static/topicalbumbackground/24741/reichsregierung_ohne_reich.html. Läst 30 maj 2013.